# Spiritual Beggars
Spiritual Beggars é uma banda de stoner rock e stoner metal de Halmstad, Suécia. O grupo foi formado por Michael Amott, que tem uma sólida carreira nas bandas Arch Enemy, Carcass e Carnage.

## História
O Spiritual Beggars foi formado em 1994 por Michael Amott. O grupo surgiu como uma ideia de projeto paralelo à sua banda principal, na época o Carcass, um grupo de death metal britânico. O Spiritual Beggars lançou seu primeiro trabalho, um álbum auto-intulado, já em 1994. Nos anos posteriores o grupo lançou outros álbuns, como Another Way to Shine, em 1996, Mantra III, em 1998, Ad Astra, em 2000, On Fire, em 2002, Demons em 2005 e Earth Blues em 2013.

## Membros

### Atuais
- Michael Amott – guitarra
- Apollo Papathanasio – vocal
- Sharlee D'Angelo – baixo
- Per Wiberg – teclados
- Ludwig Witt – bateria

### Ex-membros
- Christian "Spice" Sjöstrand – vocal, baixo
- Roger Nilsson – baixo
- Janne "JB" Christoffersson – vocal

## Discografia

### Álbuns
- Spiritual Beggars (1994)
- Another Way to Shine (1996)
- Mantra III CD (1998)
- Ad Astra (2000)
- On Fire CD (2002)
- Demons (2005)
- Return To Zero (2010)
- Earth Blues (2013)
- Sunrise to Sundown (2016)

### Singles/EPs
- "Violet Karma" 10" (Purple Vinyl) (1998 Froghouse Records)
- "It's Over" split 7" com a banda Grand Magus (2001, Southern Lord Records)

### Ao vivo/reedições
- Spiritual Beggars CD/LP (2002, Regain Records)
- Live Fire! DVD (2005, SPV)
- Another Way to Shine CD (2007, Metal Mind Productions)
- Mantra III CD (2007, Metal Mind Productions)
- Ad Astra CD (2007, Metal Mind Productions)